# Arnould de Bonnay
Pour les articles homonymes, voir Arnould et Bonnay.
Arnould (ou Raoul) II de Bonnay, chevalier, seigneur de Bonnay, de Pougues, Bermieu, Champallement, en Nivernais, seigneur de Précy par sa femme.

## Détails de sa vie
Arnould épouse, en 1356, Isabeau de Sancerre, veuve, dame de Précy et de Menetou, fille de Louis Ier Carbonel de Sancerre, seigneur de Menetou-Salon et de La Bussière, et de Jeanne de Mornay (de La Ferté), dame de Saint-Cyr (à La Ferté ?) et de Précy.
Il acquiert plusieurs domaines en 1336 et 1334. Il sert contre les Anglais, combat le 26 août 1346 à la bataille de Crécy, où son cheval est tué sous lui et à la fin de laquelle il est fait chevalier.
En 1369, il sert le roi Jean à la tête d'une compagnie de 12 écuyers, et le 12 août de cette même année il accuse réception de sa solde laquelle est marquée de son sceau.
Le 5 avril 1369, il est soldé par Jean Le Mercier, Trésorier des guerres, pour 14 hommes.
Vers 1360-1370, dans un Mandement du comte de Blois (Louis II de Blois-Châtillon) au receveur du Château-Renault, touchant 'Arnoul de Bonnay' (et non 'Ernoul de Bouvay'), ce dernier est qualifié d'« héritier de Louis de Sancerre »,. En 1402, deux de ses fils, Robert de Bonnay et Philippe de Bonnay, sont qualifiés de « cousins » du Connétable Louis de Sancerre.
Il est fait Maréchal de Berry, dans un acte du 1er février 1371, relatif à la revue d'une troupe de 50 hommes levés pour la défense de cette province.
Il est présent le 27 juin 1374 au mariage de Béraud, Dauphin d'Auvergne, et de Marguerite de Sancerre.
En 1384, Arnould de Bonnay, seigneur de Quantilly, marié à Isabeau de Sancerre, dame de Menetou, peut se prévaloir du titre de seigneur de Menetou. En 1391, elle est qualifiée de femme d'Arnoul de Bonnay, dame de la Bussière. Un procès eut lieu entre le seigneur de La Ferté-Imbault, Guillaume d'Harcourt, et Arnoul de Bonnay, chevalier, seigneur de Souesmes à cause d'Ysabeau de Sancerre, sa femme… 
[Selon un autre auteur, Isabeau aurait été la femme de Robert de Bonnay et non celle d'Arnoul : « Isabeau de Sancerre, si j'en crois les titres de l'abbaye Saint-Sulpice, ayant épousé, non pas Arnoul, mais Robert de Bonnay, seigneur de Menetou »].
Il meurt avant le 11 février 1385.